# 塔拉斯·彼得林年科
塔拉斯·哈里納利多維奇·彼得林年科（羅馬化：Taras Harynaldovych Petrynenko；1953年3月10日—），烏克蘭音樂家、烏克蘭人民藝術家。代表作為1987年爱国歌曲《烏克蘭》，該曲已成為烏克蘭的其中一首非官方國歌。其他著名作品包括《雅歌》、《主啊，憐憫我們》、《我的愛》、《新年》、《我們還沒有說完》等。